# Суета
Суета — посёлок в Таштагольском районе Кемеровской области. Входит в состав Шерегешского сельского поселения.

## География
Расположен на реке Большая Суета в 21 км к северо-востоку от Шерегеша и в 40 км от Таштагола. Центральная часть населённого пункта расположена на высоте 472 метров над уровнем моря.

## Население
| 2010 |
| ---- |
| 44   |

По данным Всероссийской переписи населения 2010 года, в посёлке Суета проживает 28 мужчин, 16 женщин.